# Helophorus aequalis
Helophorus aequalis är en skalbaggsart som beskrevs av Thomson 1868. Helophorus aequalis ingår i släktet Helophorus, och familjen halsrandbaggar. Arten är reproducerande i Sverige.